# 中国共产党四川省纪律检查委员会
中国共产党四川省纪律检查委员会，简称中共四川省纪委，是中国共产党的省级纪律检查机关，与四川省监察委员会合署办公。

## 历届组成人员
第十二届省纪委（2022年5月至今）
- 书记：廖建宇
- 副书记：张冬云、熊焱、赵正文、凯旋